# 羅賓斯 (愛荷華州)
羅賓斯（英語：Robins）是一個位於美國愛荷華州林縣的城市。

## 地理
羅賓斯的座標為42°04′22″N 91°40′07″W / 42.07278°N 91.66861°W，而該地的平均海拔高度為259米（即850英尺）。

## 人口
根據2010年美國人口普查的數據，羅賓斯的面積為15.13平方千米，當中陸地面積為15.10平方千米，而水域面積為0.03平方千米。當地共有人口3142人，而人口密度為每平方千米207人。